# De Stichting (bosgebied)
De Stichting is een bosgebied van 80 ha ten noorden van het landgoed Groote Slink  in de Nederlandse gemeente Land van Cuijk. Het gebied ligt ten westen van het Sint Anthonisbos, waarvan het gescheiden is door het Defensiekanaal.
Het gebied bestaat uit grove dennenbos dat is aangeplant in de jaren 30 van de 20e eeuw. In 1973 werd hier een visvijver gegraven, waardoor er een interessante oeverbegroeiing en enkele graslandjes zijn ontstaan, bij elkaar ongeveer 8 ha.